# 細川興晴
細川 興晴（ほそかわ おきはる）は、江戸時代中期の大名。常陸国谷田部藩6代藩主。官位は従五位下・玄蕃頭。

## 略歴
元文元年（1736年）、5代藩主・細川興虎の長男として誕生した。元文2年（1737年）12月21日に父が死去したため、元文3年（1738年）2月26日に2歳で家督を継ぐ。宝暦2年（1752年）に従五位下・玄蕃頭に叙位・任官する。
天明8年（1788年）12月5日に家督を長男の興徳に譲って隠居する。寛政6年（1794年）8月17日に死去した。享年59。墓所は栃木県芳賀郡茂木町の能持院。

## 系譜
父母
- 細川興虎（父）
- 牧野英成の娘（母）

正室
- まき - 立花貞俶の五女

子女
- 細川興徳（長男） 生母はまき
- 細川行和（次男）
- 細川徳隣（三男）
- 大田原清昭（四男）
- 山村良煕（五男）
- 菊子 - 山名義方正室
- 仲 - 堀直皓正室